# Ninoxe puissante
Ninox strenua
Espèce
Statut de conservation UICN

 LC  : Préoccupation mineure
Statut CITES
Répartition géographique
La Ninoxe puissante (Ninox strenua) est la plus grande espèce de rapace nocturne d'Australie et la seule qui hulule.

## Description
Elle mesure 60 cm a une envergure de 1,40 m et pèse 1.5 kg. Le mâle est plus grand que la femelle. Le dos est gris-brun avec des plumes blanches tandis que le ventre est blanc avec des plumes gris-brun. Elle n'a pas de disque facial.

## Distribution et habitat
Elle habite toutes les zones boisées du versant Est de la Cordillère australienne depuis Rockhampton et Mackay au Queensland jusqu'à la limite de l'Australie-Méridionale au Sud mais c'est en Nouvelle-Galles du Sud qu'elle est le plus répandue.

## Alimentation
Elle se nourrit surtout de petits marsupiaux arboricoles : le grand planeur, le possum à queue en anneau ou le planeur de sucre, éventuellement de souris et d'insectes accessoirement d'oiseaux comme des cacatoès, des pies ou des corbeaux.

## Mode de vie
C'est un animal nocturne qui passe ses journées caché dans les feuillages d'un arbre, seul, en couple ou en petit groupe, tenant la proie qu'il a tuée dans la nuit accrochée à une patte.

## Reproduction
Elle niche dans de grandes cavités dans des troncs d'arbres. Les couples sont fidèles. La période de nidification va de la fin de l'automne au milieu de l'hiver. Elle pond deux œufs qu'elle couve 38 jours puis garde les petits pendant 30 jours. Pendant ce temps le mâle chasse pour nourrir toute la famille et surveille la région pour chasser les intrus.